# La Lande-de-Fronsac
 La Lande-de-Fronsac  là một xã thuộc tỉnh Gironde trong vùng Nouvelle-Aquitaine tây nam nước Pháp.